# Jeremias Wigger
Jeremias Wigger (ur. 10 marca 1965 w Hasle) – szwajcarski biegacz narciarski, brązowy medalista mistrzostw świata juniorów.

## Kariera
W 1983 roku wystąpił na mistrzostwach świata juniorów w Kuopio, gdzie był osiemnasty w biegu na 15 km techniką klasyczną, a w sztafecie zajął szóste miejsce. Na rozgrywanych rok później mistrzostwach świata juniorów w Trondheim, gdzie był dziesiąty w biegu na 15 km techniką klasyczną, a w sztafecie zdobył brązowy medal. Wystąpił też podczas mistrzostw świata juniorów w Täsch, gdzie był czwarty w sztafecie i jedenasty w biegu na 15 km.
Pierwsze punkty w Pucharze Świata wywalczył 15 grudnia 1987 roku w Castelrotto, kiedy zajął 14. miejsce w biegu na 30 km stylem dowolnym. Najlepszy wynik w zawodach tego cyklu osiągnął 21 lutego 1990 roku w Val di Fiemme, gdzie był dwunasty w biegu na 30 km klasykiem.
Startował na igrzyskach olimpijskich w Calgary w 1988 roku, gdzie był między innymi czwarty w sztafecie i czternasty na dystansie 50 km techniką dowolną. Najlepszy indywidualny wynik olimpijski osiągnął podczas igrzysk w Lillehammer w 1994 roku, gdzie zajął 13. miejsce w biegu łączonym. Był też ponadto dziewiętnasty w biegu na 50 km stylem dowolnym na mistrzostwach świta w Thunder Bay w 1995 roku.

## Osiągnięcia

### Igrzyska olimpijskie
| Miejsce | Dzień     | Rok  | Miejscowość | Konkurencja             | Czas biegu | Strata  | Zwycięzca           |
| ------- | --------- | ---- | ----------- | ----------------------- | ---------- | ------- | ------------------- |
| 26.     | 15 lutego | 1988 | Calgary     | 30 km stylem klasycznym | 1:24:26,3  | +6:20,8 | Aleksiej Prokurorow |
| 4.      | 22 lutego | 1988 | Calgary     | Sztafeta 4 × 10 km      | 1:43:58,6  | +2:17,7 | Szwecja             |
| 14.     | 27 lutego | 1988 | Calgary     | 50 km stylem klasycznym | 2:04:30,9  | +4:34,4 | Gunde Svan          |
| 21.     | 17 lutego | 1994 | Lillehammer | 10 km stylem klasycznym | 24:20,1    | +1:35,3 | Bjørn Dæhlie        |
| 13.     | 19 lutego | 1994 | Lillehammer | 10+15 km pościgowy      | 1:00:08,8  | +2:59,1 | Bjørn Dæhlie        |
| 7.      | 22 lutego | 1994 | Lillehammer | Sztafeta 4 × 10 km      | 1:41:15,0  | +5:57,2 | Włochy              |
| 16.     | 9 lutego  | 1998 | Nagano      | 30 km stylem klasycznym | 1:33:55,8  | +5:50,6 | Mika Myllylä        |
| 49.     | 12 lutego | 1998 | Nagano      | 10 km stylem klasycznym | 27:24,5    | +3:08,9 | Bjørn Dæhlie        |
| DNS     | 14 lutego | 1998 | Nagano      | 10+15 km pościgowy      | 1:07:01,7  | -       | Thomas Alsgaard     |
| 6.      | 17 lutego | 1998 | Nagano      | Sztafeta 4 × 10 km      | 1:40:55,7  | +1:53,5 | Norwegia            |
| 18.     | 22 lutego | 1998 | Nagano      | 50 km stylem dowolnym   | 2:05:08,2  | +8:42,3 | Bjørn Dæhlie        |

### Mistrzostwa świata
| Miejsce | Dzień     | Rok  | Miejscowość | Konkurencja             | Czas biegu | Strata  | Zwycięzca                     |
| ------- | --------- | ---- | ----------- | ----------------------- | ---------- | ------- | ----------------------------- |
| 44.     | 20 lutego | 1989 | Lahti       | 15 km stylem dowolnym   | 40:39,6    | +3:48,7 | Gunde Svan                    |
| 48.     | 22 lutego | 1993 | Falun       | 10 km stylem klasycznym | 24:51,6    | +2:02,3 | Sture Sivertsen               |
| 37.     | 24 lutego | 1993 | Falun       | 10+15 km pościgowy      | 1:01:45,0  | +3:57,2 | Bjørn Dæhlie Władimir Smirnow |
| 41.     | 9 marca   | 1995 | Thunder Bay | 30 km stylem klasycznym | 1:15:52,3  | +9:02,3 | Władimir Smirnow              |
| 19.     | 19 marca  | 1995 | Thunder Bay | 50 km stylem dowolnym   | 1:56:36,0  | +6:18,4 | Silvio Fauner                 |

### Mistrzostwa świata juniorów
| Miejsce | Dzień     | Rok  | Miejscowość | Konkurencja             | Wynik     | Strata  | Zwycięzca            |
| ------- | --------- | ---- | ----------- | ----------------------- | --------- | ------- | -------------------- |
| 18.     | 11 marca  | 1983 | Kuopio      | 15 km stylem klasycznym | 41:38,7   | +2:29,8 | Ołeksandr Uszkałenko |
| 6.      | ? marca   | 1983 | Kuopio      | Sztafeta 3 × 10 km      | 1:22:16,4 | +4:08,0 | ZSRR                 |
| 10.     | 3 lutego  | 1984 | Trondheim   | 15 km stylem klasycznym | 42:13,5   | +1:11,7 | Holger Bauroth       |
| 3.      | 5 lutego  | 1984 | Trondheim   | Sztafeta 3 × 10 km      | 1:33:40,3 | +2:43,1 | ZSRR                 |
| 11.     | 14 lutego | 1985 | Täsch       | 15 km stylem klasycznym | 40:01,6   | +1:11,1 | Giennadij Łazutin    |
| 4.      | 16 lutego | 1985 | Täsch       | Sztafeta 3 × 10 km      | 1:23:17,1 | +2,5    | ZSRR                 |

### Puchar Świata

#### Miejsca w klasyfikacji generalnej
- sezon 1987/1988: 43.
- sezon 1989/1990: 47.
- sezon 1992/1993: 74.
- sezon 1993/1994: 43.
- sezon 1994/1995: 56.
- sezon 1997/1998: 89.

#### Miejsca na podium
Wigger nigdy nie stanął na podium zawodów Pucharu Świata.